# Новиково (хутор, Сергиево-Посадский городской округ)
Новиково — хутор в Сергиево-Посадском районе Московской области, в составе муниципального образования Сельское поселение Шеметовское (до 29 ноября 2006 года входила в состав Шабурновского сельского округа).

## География
Новиково расположено примерно в 40 км (по шоссе) на северо-запад от Сергиева Посада, на правом берегу реки Шибахты (левый приток Дубны), высота центра деревни над уровнем моря — 225 м.

## История
До декабря 2018 года - деревня

## Население
| 2002 | 2006 | 2010 |
| ---- | ---- | ---- |
| 8    | ↘1   | ↗8   |